# Maestro de los Pequeños Paisajes

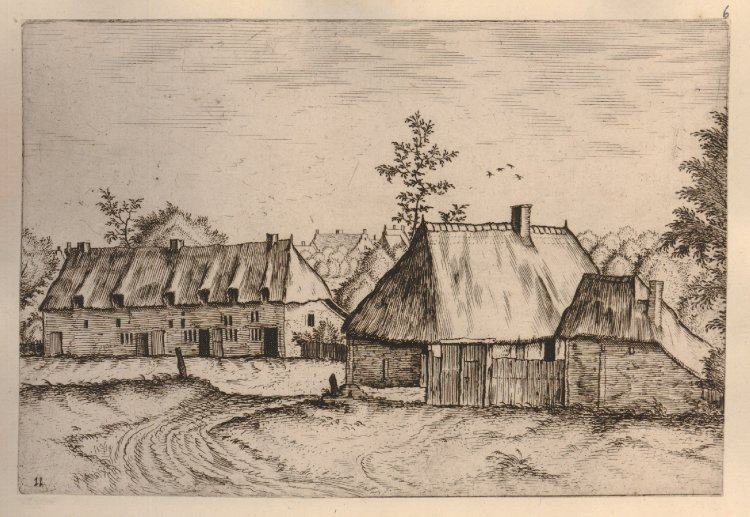
Paisaje con vista de un pueblo, publicado por Hieronymus Cock.

El maestro de pequeños paisajes (en holandés : Meester van de Kleine Landschappen) fue un artista flamenco de mediados del siglo XVI conocido por sus dibujos de paisajes. El nombre de este artista no identificado deriva de una serie de 44 impresiones de paisajes que se crearon después de los dibujos del artista, algunos de los cuales se han conservado. Junto con el trabajo de Pieter Bruegel el Viejo, los dibujos del Maestro desempeñaron un papel importante en la evolución del arte del paisaje del Renacimiento del Norte desde el paisaje del mundo a un género independiente. 

## Historia de su publicación
Las impresiones fueron publicadas por Hieronymus Cock en Amberes en dos series. La primera serie se publicó en 1559 con el título Multifarium casularum ruriumque lineamenta curiose ad vivum expressa (traducido como: 'Muchos y muy hermosos lugares de diversas casas de aldea, granjas, archivos, calles y similares, y amueblados con todo tipo de pequeños animales. En conjunto extraídos de la vida y ubicados principalmente alrededor de Amberes). La primera serie contenía 14 hojas. 

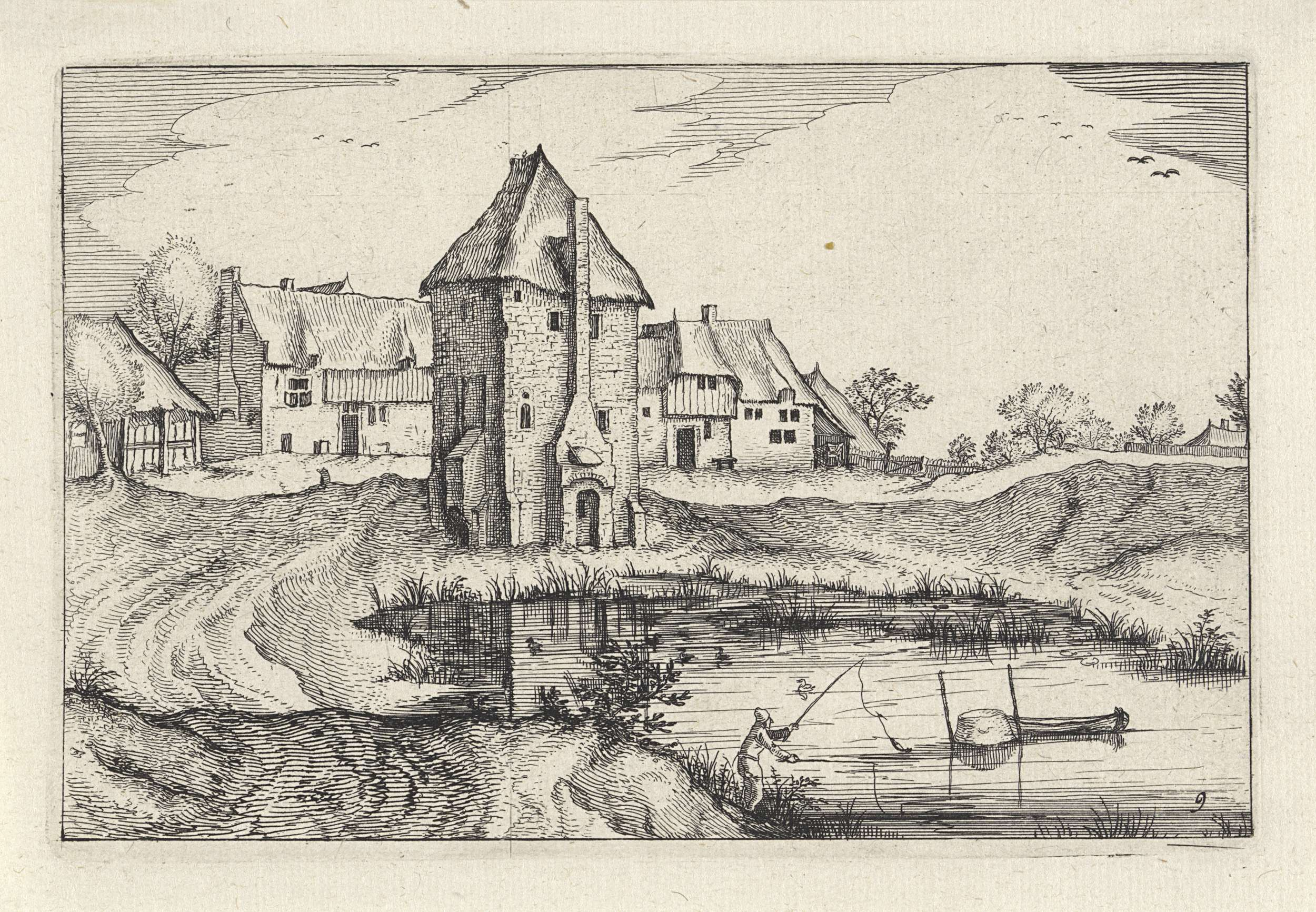
Torre sobre un río, publicado por Claes Jansz. Visscher

La segunda serie se publicó en 1561 con el título Praissiorum villarum et rusticarum caularum iconos elegantissimi ('' Imágenes elegantes de casas de campo, villas y casas de campo extraídas de la vida, en planchas de cobre '). La segunda serie contenía 30 hojas. En 1561 también apareció una edición de ambos volúmenes juntos.
Una tercera edición fue publicada por Philips Galle en 1601 en Amberes bajo el título Regiunculae et villae aliquot ducatus Brabantiae a. P. Breughelio delineatae et in pictorum grat a Nicolao Joannis Piscatore excusae et en lucem editae, Amstelodami ("Pequeños condados y aldeas, principalmente en el ducado de Brabante"). Su hijo Theodoor Galle publicó la serie nuevamente unos años más tarde (probablemente en 1610). En 1612 Claes Jansz. Visscher publicó una edición adicional de 26 de las 44 vistas originales en Ámsterdam. Visscher creó una nueva página de título y agregó dos impresiones adicionales al final de la serie. 
Las dos primeras ediciones de Cock no fueron particularmente exitosas, pero la edición de Galle en 1601 fue bastante exitosa.

## Atribución de los dibujos y grabados
Las publicaciones de Cock no nombraban al artista responsable de los diseños. La página del título original solo indicaba que los paisajes se extraían de la naturaleza en las cercanías de Amberes. La edición 1601 de Philips Galle atribuyó los diseños a Cornelis Cort, mientras que Claes Jansz. Visscher los describió como "algunas granjas rurales y casas de campo del ducado de Brabante, dibujadas por P. Bruegel". Estas atribuciones a Cort y Bruegel son ahora generalmente consideradas como no demostradas. 

Camino de pueblo con rebaño de ovejas, publicado por Hieronymus Cock

Para identificarse con el Maestro de los pequeños paisajes han sido propuestos los siguientes candidatos: Hieronymus Cock, Cornelis van Dalem, Hans Bol y Joos van Liere. Algunos académicos han dividido la autoría de los dibujos de Small Landscapes entre dos o más artistas. Otros creen que el artista es un maestro desconocido e independiente.
Las impresiones originales probablemente fueron grabadas por Jan y Lucas van Doetechum. La última reimpresión holandesa contenía grabados de Claes Jansz. El propio Visscher, como las placas originales de la serie, había permanecido en Amberes en posesión de la editorial Galle. Visscher realizó cambios en las impresiones originales al reducir su tamaño, recortar las imágenes y realizar modificaciones en las personas. Cambió o movió las figuras originales y agregó nuevas figuras.

## Los dibujos
Muchos de los dibujos que formaron la base de la serie de grabados se han conservado y se encuentran en las colecciones del Museo Metropolitano, el Museo Fitzwilliam, los Museos de Arte de Harvard, el Museo Boijmans Van Beuningen y la Casa Chatsworth. 

## Significado histórico del arte

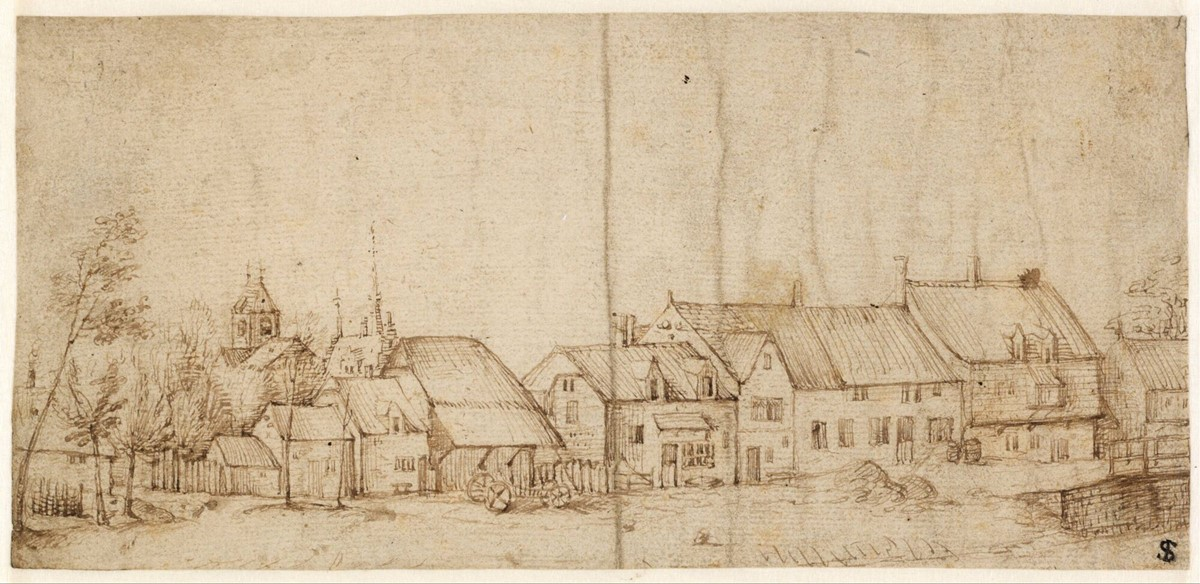
Vista del pueblo, tinta sobre papel

Las obras del Maestro de los pequeños paisajes constituyen un vínculo importante en la evolución del paisaje hacia un género independiente. El paisaje desarrollado en la primera mitad del siglo XVI por artistas holandeses como Joachim Patinir se conoce como "paisaje del mundo". Estos paisajes mundiales representaban paisajes panorámicos imaginarios vistos desde un punto de vista elevado y usualmente incluían una narrativa bíblica o histórica. Los 'Grandes paisajes' de Pieter Bruegel el Viejo, publicados por Hieronymus Cock a mediados de la década de 1550, incluían paisajes mundiales no narrativos, así como temas religiosos. Una evolución adicional fue la serie de "Paisajes con escenas bíblicas y mitológicas", publicada en 1558 por Hieronymus Cock, según los diseños de su hermano Matthys Cock. Esta serie demostró que había un mayor interés en los paisajes con temas serios, pero sin necesidad de coherencia de los temas religiosos o mitológicos.

Un pueblo flamenco, tinta sobre papel.

La serie de los Pequeños Paisajes fue publicada el próximo año. En lugar de los paisajes imaginarios y distantes con contenido religioso del paisaje mundial, la serie consistió en representaciones en primer plano a nivel de los ojos de fincas y pueblos identificables con poblaciones que participan en actividades diarias. Al abandonar el punto de vista panorámico del paisaje mundial y centrarse en los humildes, rurales e incluso topográficos, los Pequeños paisajes prepararon el escenario para la pintura de paisajes de los Países Bajos en el siglo XVII. Los Pequeños paisajes representan paisajes reales en lugar de imaginarios y algunos de sus temas han sido identificados. Después de la publicación de los Pequeños paisajes, los artistas del paisaje continuaron con el paisaje mundial o siguieron el nuevo modo presentado por los Pequeños paisajes.
Esta evolución en la representación del paisaje reflejó un cambio en la clientela del arte hacia la clase media urbana, que consideraba tanto al campo como a sus campesinos desde una distancia jerárquica, así como una condescendencia placentera e incluso humor. También representó un movimiento filosófico hacia una visión humanista del mundo como lo refleja el filósofo humanista Desiderius Erasmo en su obra "Antibarbarians", que glorificó el disfrute de una "sancta rusticitas" (santa rusticidad) en el campo como un medio para cultiva la verdadera sabiduría.